# (33508) Drewnik
(33508) Drewnik est un astéroïde de la ceinture principale.

## Description
(33508) Drewnik est un astéroïde de la ceinture principale. Il fut découvert le 6 avril 1999 à Socorro (Nouveau-Mexique) par le projet LINEAR. Il présente une orbite caractérisée par un demi-grand axe de 2,56 UA, une excentricité de 0,14 et une inclinaison de 3,4° par rapport à l'écliptique.